# Pannon Gyermekkar
A Pannon Gyermekkar (más néven PTE Pannon Gyermekkar) pécsi ifjúsági kórus, melyet 2015-ben alapított Schóber Tamás zeneszerző, karnagy, a Pannon Zenei Egyesület elnöke.
Megalakulásuktól fogva jelentős szereplői a hazai kulturális életnek, neves rendezvényeken lépnek fel (többek között Mága Zoltán budapesti újévi koncertjein), és több alkalommal szerepeltek már a köztelevízóban is. Eddig[mikor?] négy nagyszabású külföldi turnéúttal büszkélkedhetnek. Az első alkalommal 2017-ben indulhattak útnak egy másik országba, ekkor a New York-i Carnegie Hall-ban léphettek színpadra. Másodszor 2019-ben az Egyesült Államok és Kanada nagyvárosaiban (Calgaryban, Vancouverben, Missoulában, San Fanciscóban, Los Angelesben, Clevelandben, New Yorkban és New Brunswickban) szerepelhettek, ezúttal az ott élő magyarok előtt, illetve egy nemzetközi kórusfesztiválon. 2020-ban Japánban turnéztak (Tokióban, Kiotóban, Kobéban és Oszakában jártak kint tartózkodásuk alatt), ahol a Sing'n' Pray nemzetközi kórusversenyen mérettettek meg, kiváló eredménnyel (Bronz X. minősítést szereztek, és díjnyertesként térhettek haza). 2022 júniusában újból az Amerikai Egyesült Államokban koncerteztek. Ekkor New Yorkban, Manhattanben, New Jersey államban, New Brunswickban tartották Schóber Tamás Pannon mise című művének az ősbemutatóját, több helyszínen is.

## Leírásuk
Tagságukat általános és középiskolás diákok alkotják Pécs város iskoláiból. A kezdeti időszakban az alapos felkészülés mellett a sikeres bemutatkozás volt a feladata a gyermekkarnak. 2016 júniusában önálló koncerttel mutatkozott be Pécsett, a Művészetek és Irodalom Házában. A koncert fő védnöke Kodály Zoltánné volt, a világhírű magyar zeneszerző özvegye. A gyermekkar sok felkérést kap hazánkban és külföldön egyaránt. Fesztiváloknak, ősbemutatóknak kedvelt közreműködői. Világhírű magyar muzsikusokkal közös koncerteket adtak, élő rádióadásban is énekeltek, hangfelvételeken is szerepelnek. Repertoárjukon a hagyományos kórusművek, Kodály Zoltán, Bartók Béla, Bárdos Lajos, Karai József művei szerepelnek, de részt vesznek a kortárs magyar és egyetemes zene bemutatásában is.
A gyermekkar művészeti vezetője, karnagya Schóber Tamás zeneszerző-zenepedagógus, aki az elmúlt három évtizedben kórusaival jelentős hazai és nemzetközi versenyeredményeket, sikereket ért el. A karnagy munkáját egykori tanítványa, Rébék-Nagy András segíti.
2019. február 1-től a PTE kiemelt támogatásával névhasználati jogot szerzett a Pannon Gyermekkar elnevezésében. Így a gyermekkar a 2019-es esztendőben nevében is viselte a Pécsi Tudományegyetem nevét.

## Útjaik

##### USA (2017)
New York - New Brunswick

##### USA - Kanada (2019)
Calgary - Vancouver - Missoula - San Francisco - Los Angeles - Cleveland - New York - New Brunswick

##### Japán (2020)
Tokió - Kiotó - Kobe - Oszaka

##### USA (2022)
New York - New Brunswick

## A kórus jelenlegi tagsága (2022)
A kórus jelenleg[mikor?] 29 tagot számlál. Plusz egy fő tartozik még a kórushoz, de ő nem művészeti, hanem logisztikai, adminisztrációs és egyéb feladatokat lát el. A kórust 8-18 éves gyermekek alkotják, az átlagos életkor jelenleg[mikor?] nagyjából 13,7 év. Pillanatnyilag a következőképpen alakul a gyermekkar névsora:
| - Antal Dorka - Barta Zsófia - Berényi Boglárka - Egressy Bernadett - Emődy Kata - Fazekas Kincső - Fazekas Luca | - Fehér Júlia - Fenyősi Adél - Kecskés Emma - Keresztes Kíra - Kovács Anna Zsófia - Kovács Emma - Kovács Gabriella | - Kovács Kitti - Lipcsik Kata - Lónay László - Lónay Sára - Márton Luca - Mezővári Luca - Papp Krisztina | - Polecsák Hanna - Rigó Anna - Rohonyi Réka - Schoblocher Benedek - Szabó Szofi - Tamás Eszter - Tamás Júlia | - Végi Bertalan |

 + Lachner Ádám (STAFF)

## Régebbi kórustagok (2015-2022)
A Pannon Gyermekkarnak megalakulása óta már több mint 60 (összesen 65, de egyszerre legfeljebb 50) tagja volt, ám sokan közülük már (kiöregedés, illetve egyéb okokból kifolyólag) nem részesei az együttes életének. Ők a következők:
| - Abonyi Veronika - Babity Míra - Bogos Boglárka - Divéki Marcell - Dobra Viktória - Fazekas Bíborka - Fodor Mátyás | - Gaszner Máté - Gyarmati Anna - Jenei Lúcia - Keresztes Kitti - Kis-Gombár Blanka - Kurta Emma - Lachner Ádám - Liebhart Sára | - Lipcsei Sára - Lövész Dóra - Marton Lehel - Méhész Amanda - Nagy Panna - Nagy Regina Martina - Nyuschal Szonja | - Olajos Bálint - Papp Orsolya - Pesti Kinga - Rigó Áron - Sáska Laura - Sebestyén Virág - Sínai Mihály | - Szatyor Mátyás - Telek Sámuel - Turcsics Tamás - Varsányi Sára - Végh Laura - Vörös Géza - Wunderlich Márton |